# Ipswich (Australie)
Pour les articles homonymes, voir Ipswich (homonymie).
Ipswich est une ville australienne située dans la zone d'administration locale du même nom, dont elle est le siège, au Queensland.

## Géographie
Ipswich constitue le cœur d'une vaste agglomération située au sud-ouest de Brisbane. Ipswich a un climat désertique (Köppen: Cfa) avec des étés chauds et humides et des hivers doux et assez secs. La pluviométrie est moderée: 756,3 mm par an, avec un maximum d'été. La température la plus élevée enregistrée est de 44,3 ºC le 6 janvier 1994, tandis que la température la plus basse est de −4,9 ºC le 8 août 1995.
| Mois                                            | jan.  | fév. | mars | avril | mai  | juin | jui. | août | sep. | oct. | nov. | déc.  | année |
| ----------------------------------------------- | ----- | ---- | ---- | ----- | ---- | ---- | ---- | ---- | ---- | ---- | ---- | ----- | ----- |
| Température minimale moyenne (°C)               | 19,6  | 19,4 | 17,5 | 13,4  | 9,4  | 6,8  | 5,1  | 5,4  | 9,4  | 13   | 16,1 | 18,2  | 12,8  |
| Température maximale moyenne (°C)               | 31,7  | 30,9 | 29,9 | 27,6  | 24,6 | 22,1 | 22   | 23,8 | 26,9 | 28,5 | 30,1 | 31    | 27,4  |
| Record de froid (°C)                            | 11,6  | 11,1 | 6,7  | 1     | −3,1 | −4,3 | −4,8 | −4,9 | −0,2 | 2,1  | 4,9  | 6,8   | −4,9  |
| Record de chaleur (°C)                          | 44,3  | 43   | 41,3 | 36,8  | 33,3 | 29,9 | 29,6 | 36,4 | 40,1 | 41,3 | 43   | 43,8  | 44,3  |
| Précipitations (mm)                             | 108,1 | 105  | 77,7 | 37,8  | 54   | 38,1 | 23,4 | 22,9 | 31,5 | 62,2 | 81,8 | 113,8 | 750,3 |
| dont nombre de jours avec précipitations ≥ 1 mm | 7,2   | 7,5  | 6,8  | 4,1   | 5,2  | 4,3  | 3,8  | 3,1  | 3,8  | 6    | 6,5  | 7,9   | 66,2  |
| Humidité relative (%)                           | 49    | 53   | 49   | 45    | 45   | 45   | 39   | 34   | 35   | 40   | 45   | 48    | 44    |

## Histoire

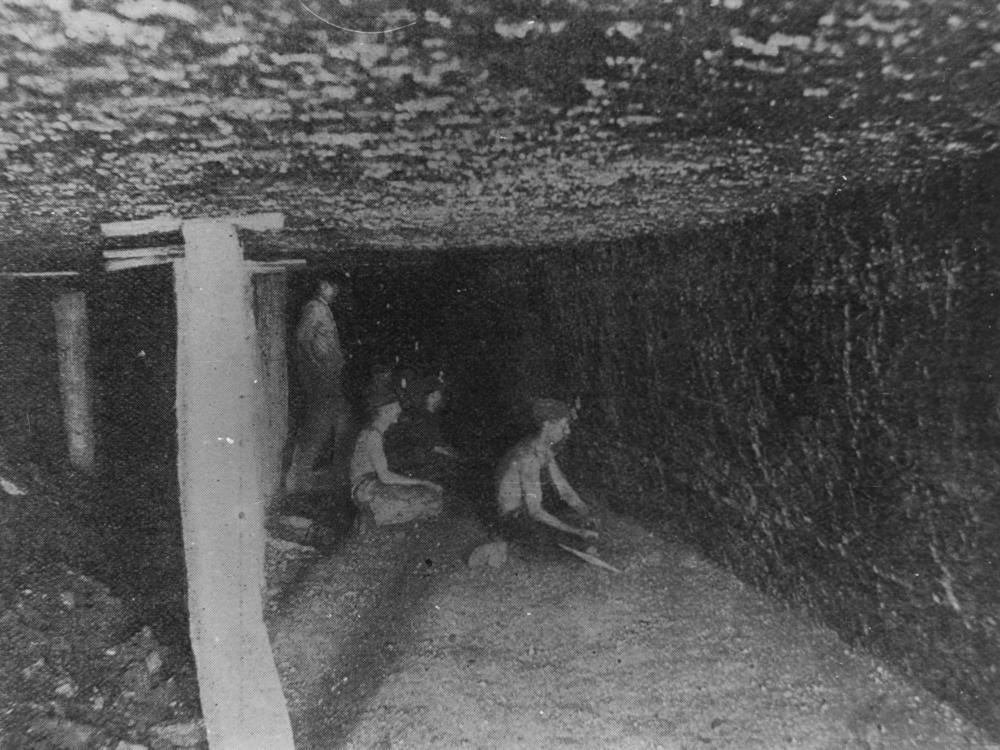
En 1905, les conditions de travail sont encore très rudimentaires dans la mine de charbon.

La région fut explorée pour la première fois par les Européens en 1826 quand le capitaine Patrick Logan, commandant de la colonie pénitentiaire de Moreton Bay remonta la rivière et découvrit d'importantes réserves de calcaire et d'autres minéraux. En 1827, les premiers bagnards et surveillants arrivèrent pour exploiter le calcaire et la ville qui fut construite là fut appelée Limestone (« calcaire » en anglais), nom que l'on retrouve aujourd'hui dans Limestone Street, une rue d'Ipswich.
En 1843, la ville changea de nom et prit avec l'accord du gouverneur Sir George Gipps le nom d'Ipswich comme son homonyme anglaise.
L'exploitation du charbon et d'autres minerais continua aussi au XXe siècle, de sorte que l'image de la ville souffrit et souffre encore de cette image de ville minière. Elle est située sur la Bremer River, ce qui lui valut de dramatiques inondations, notamment en 1893 et 1974.
Au XXIe siècle, la ville profite de la proximité de la ville de Brisbane que de nombreux habitants préfèrent quitter à cause du prix des logements. Elle bénéficie aussi de la plus grande base aérienne australienne (Base Amberley) qui abrite deux escadrilles (no 1 et 6) de F-111 et l'escadrille no 36 qui exploite des C-17 Globemaster III.

## Jumelage
- Nerima (Japon)
- Hyderabad (Inde)

## Galerie

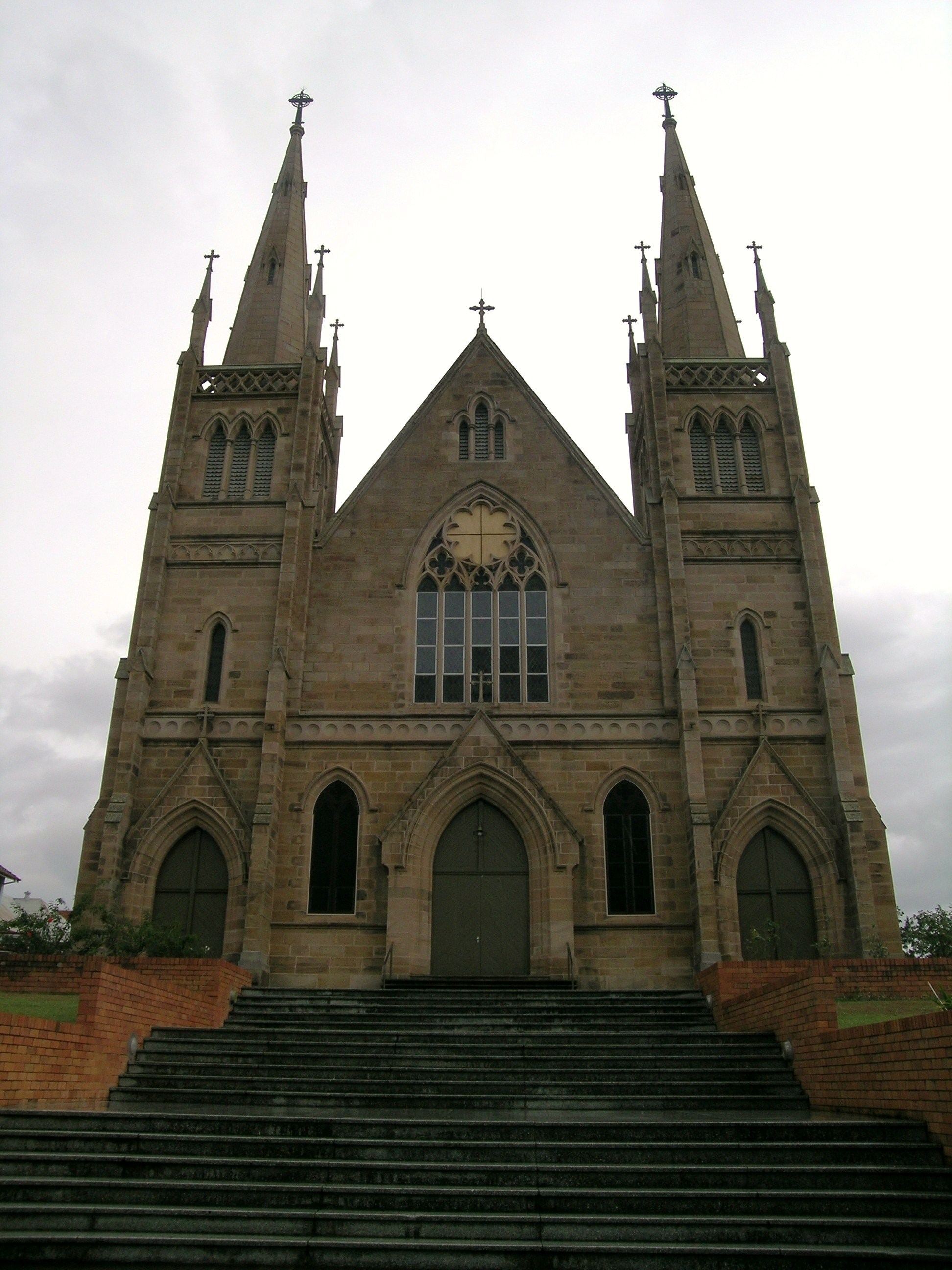
La cathédrale St Mary
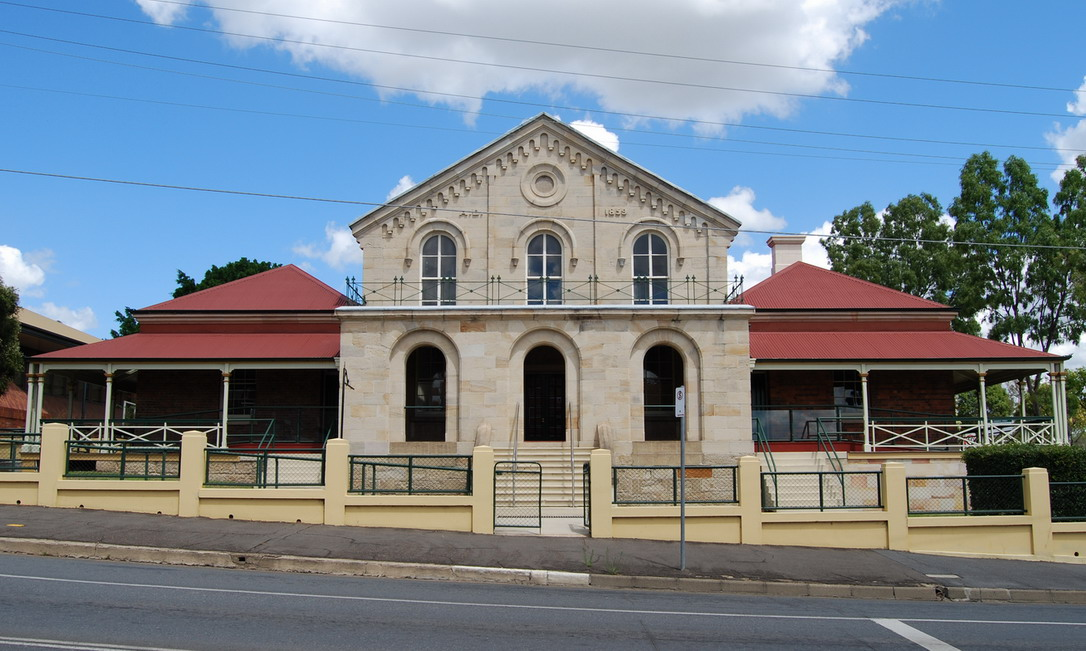
Le palais de justice

## Personnalités liées à la communauté
- Ashleigh Barty (1996-), joueuse de tennis australienne.